# Arnó-Umformer

Schema eines Arnó-Umformers, mit 1) Transformatorwicklung, 2) Einschaltschütz, 3) Anlaufschütz, 4) Sternpunkt- oder Betriebsschütz, 5) Arnó-Umformer, 6) Anlaufwiderstand, und L1, L2 und L3: Anschlüsse des (unsymmetrischen) Dreiphasenwechselstroms

Ein Arnó-Umformer (oder auch Phasenspaltermaschine) ist ein Umformer, der aus Einphasenwechselstrom unsymmetrischen Dreiphasenwechselstrom (Drehstrom) erzeugt. Arnó-Umformer wurden historisch hauptsächlich als Hilfsbetriebeumrichter von Elektrolokomotiven benutzt. Dies ermöglichte den Einsatz von Drehstrommotoren als Hilfsbetriebeantriebe (z. B. Lüfter, Pumpen, Kompressor).
Das Prinzip des Arnó-Umformers wurde von Galileo Ferraris und Riccardo Arnó erfunden.

## Funktionsprinzip
Arnó-Umformer sind ähnlich aufgebaut wie Drehstrom-Kurzschlussläufermotoren. Zwei Wicklungen werden in Reihe an das Einphasenwechselstromnetz angeschlossen. Im Betrieb wird an der dritten Wicklung eine zum Sternpunkt phasenverschobene Spannung induziert. Dadurch entsteht ein unsymmetrisches Dreiphasennetz.
Der Umformer muss durch Anwurf oder durch eine spezielle Schaltung in Drehung versetzt werden. Letztere besteht aus einem Anlassschütz, das über einen Anlasswiderstand die dritte Phase speist. Während des Anlassens ist das Betriebs- oder Sternpunktschütz geöffnet und schließt erst, nachdem das Anlassschütz geöffnet hat.